# The Da Vinci Treasure
The Da Vinci Treasure is een Amerikaanse film uit 2006 van The Asylum met C. Thomas Howell en Lance Henriksen.

## Verhaal
Michael Archer, forensisch onderzoeker, is geobsedeerd door een verborgen schat. Om deze schat te vinden dient hij een serie aanwijzingen te volgen die verborgen zitten in een werk van Leonardo da Vinci. Er zijn echter meer kapers op de kust, ook Dr. John Coven wil de schat bemachtigen. Om dat te bereiken ontziet hij niets of niemand.

## Rolverdeling
| Acteur           | Personage      |
| ---------------- | -------------- |
| C. Thomas Howell | Michael Archer |
| Lance Henriksen  | Dr. John Coven |
| Nicole Sherwin   | Giulia Pedina  |
| Alexis Zibolis   | Samantha West  |
| Jason S. Gray    | Pejic          |